# Kraussaria angulifera
Kraussaria angulifera är en insektsart som först beskrevs av Krauss 1877.  Kraussaria angulifera ingår i släktet Kraussaria och familjen gräshoppor. Inga underarter finns listade i Catalogue of Life.

## Bildgalleri

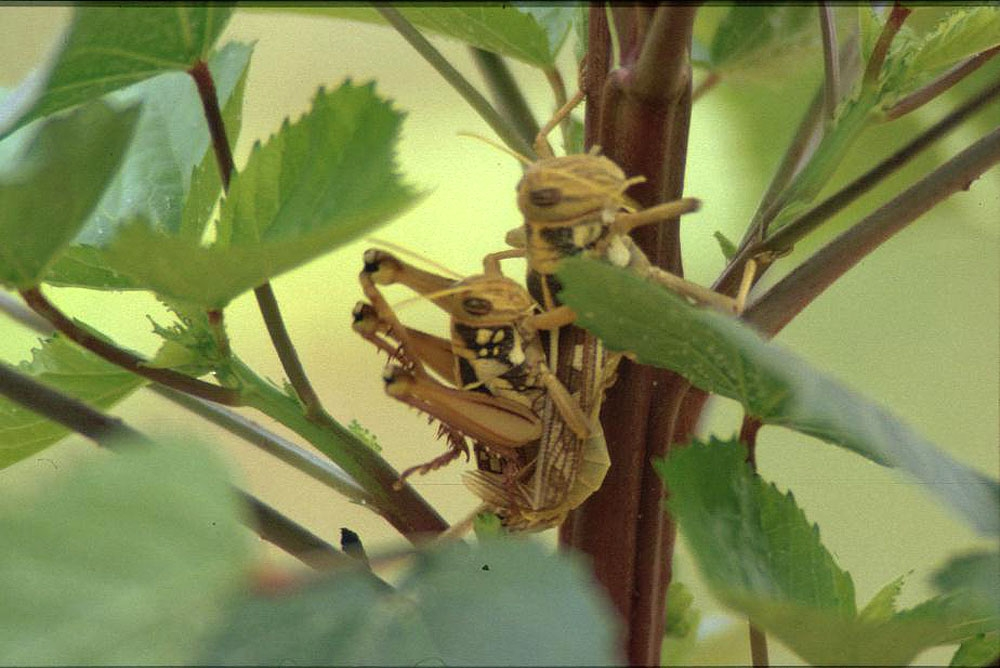
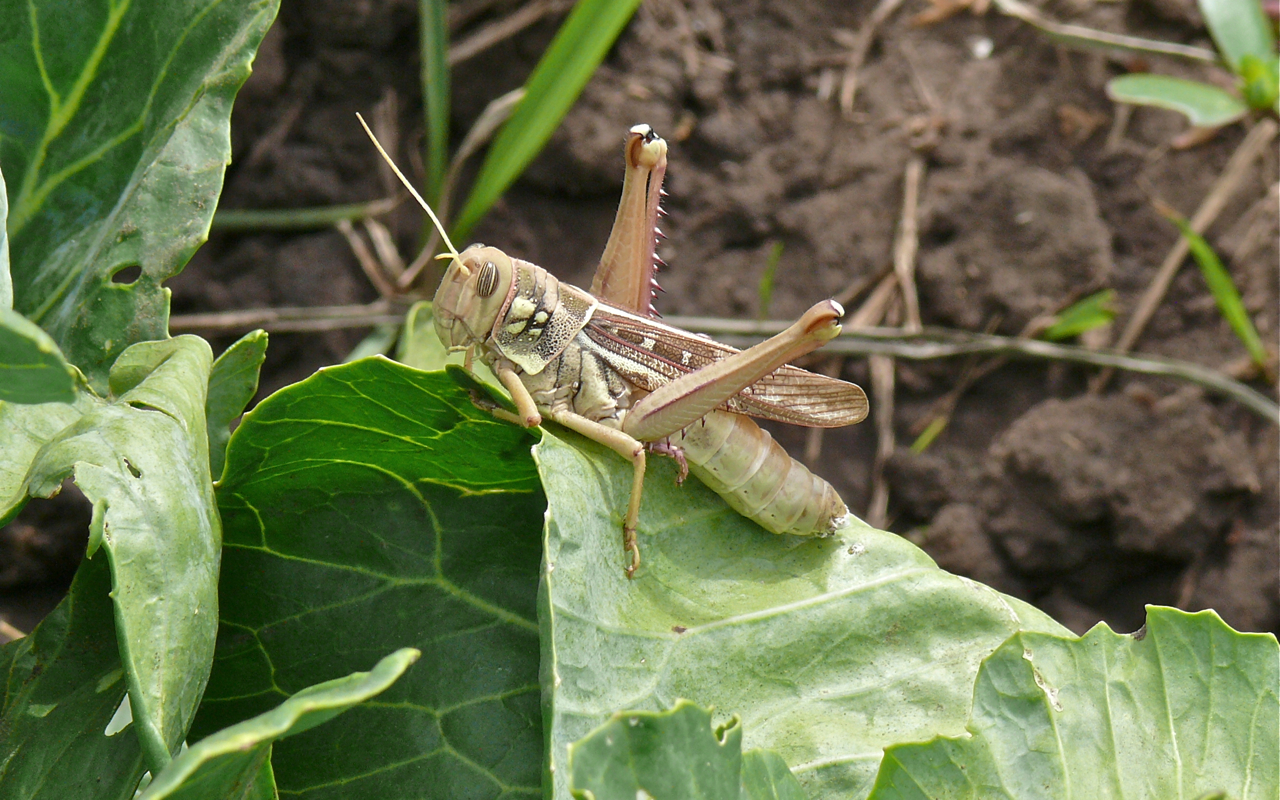
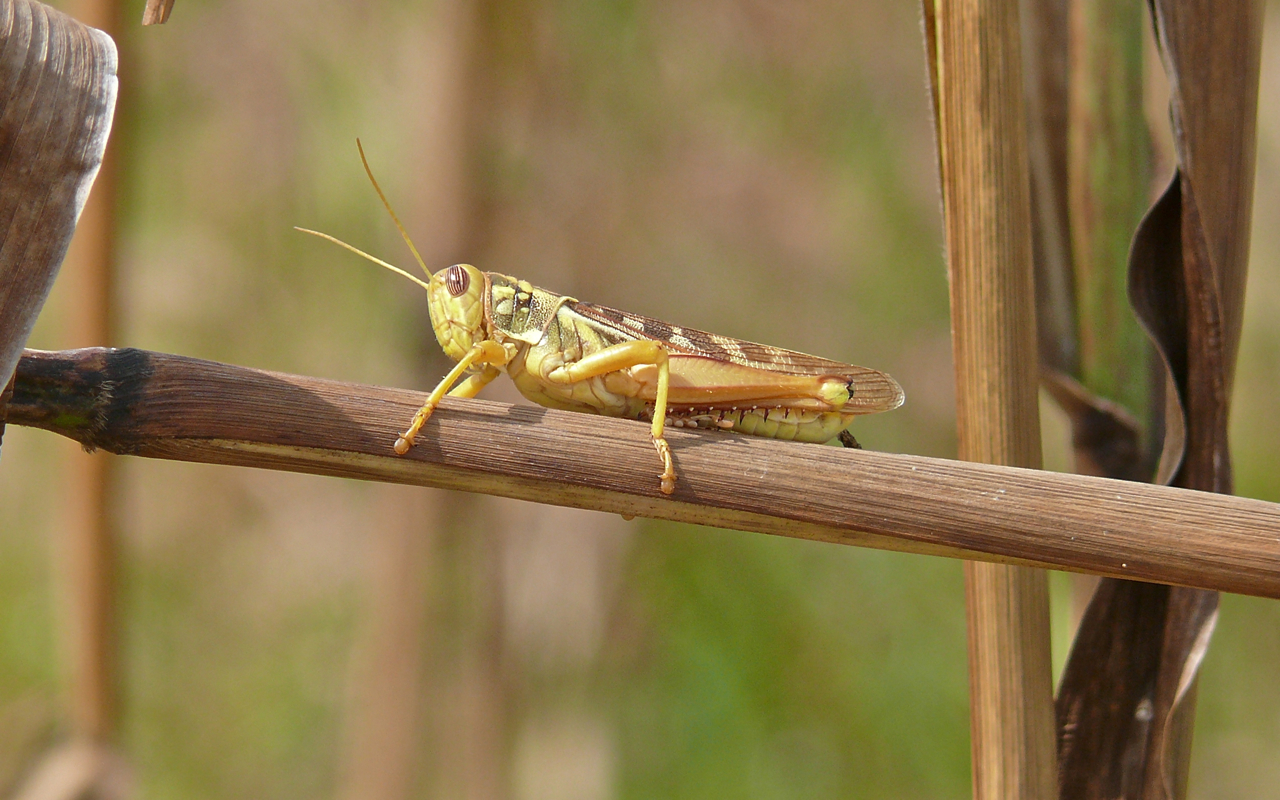
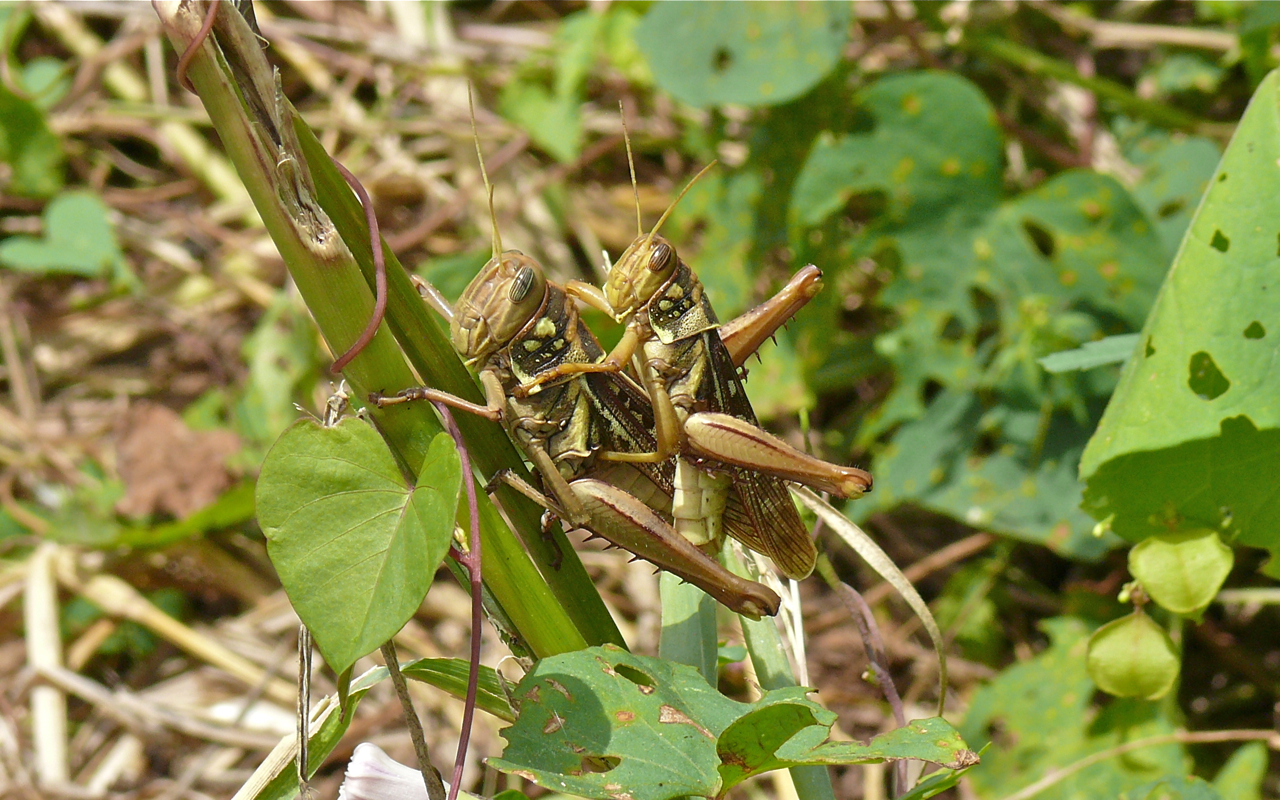